# 하치조촌 (사이타마현)
하치조촌(八条村)은 사이타마현 미나미사이타마군에 설치되었던 촌이다. 현재의 소카시, 야시오시에 해당한다.